# HMS K11
Pour les articles homonymes, voir K11.
Le HMS K11 est un sous-marin britannique de classe K construit pour la Royal Navy par Armstrong Whitworth à Newcastle upon Tyne. Sa quille est posée en octobre 1915 et il est mis en service en février 1917. Il avait un effectif de 59 membres d’équipage.
En 1917, le HMS K11 a été endommagé par un incendie lors d’une patrouille en mer du Nord. Il a été forcé de faire surface et a été remorqué par un destroyer. Le K11 faisait partie des navires impliqués dans l’exercice désastreux qui a été surnommé par dérision la bataille de l'île de May. Il a été forcé de faire une manœuvre d’évitement pour ne pas percuter le HMS K14, mais il a survécu à l’exercice. Le K11 a été vendu le 4 novembre 1921.

## Conception
Le K11 avait un déplacement de 1 800 tonnes en surface et 2 600 tonnes en immersion. Il avait une longueur totale de 103 m, un maître-bau de 8,08 m et un tirant d'eau de 6,38 m. Le sous-marin était propulsé par deux chaudières Yarrow Shipbuilders alimentées au mazout, qui alimentaient chacune une turbine à vapeur Brown-Curtis ou Parsons développant 10 500 ch (7 800 kW) qui entraînaît deux hélices de 2,29 m de diamètre. En immersion, la propulsion était assurée par quatre moteurs électriques, produisant chacun de 350 à 360 ch (260 à 270 kW). Il avait également un moteur Diesel de 800 ch (600 kW), qui était utilisé le temps que la vapeur monte en pression, ou à la place de celle-ci.
Le sous-marin avait une vitesse maximale en surface de 24 noeuds (44 km/h) et une vitesse en immersion de 9 à 9,5 noeuds (16,7 à 17,6 km/h),. Il pourrait opérer à une profondeurs de 150 pieds (46 m) et y parcourir 80 milles marins (150 km) à 2 noeuds (3,7 km/h).
Le K1 était armé de dix tubes lance-torpilles de 18 pouces (457 mm), de deux canons de pont de 4 pouces (100 mm) et d’un canon antiaérien de 3 pouces (76 mm). Ses tubes lance-torpilles étaient répartis ainsi : quatre dans l’étrave, quatre dans la section centrale, tirant sur les côtés, et deux sur le pont dans un affût rotatif. Son effectif était de cinquante-neuf membres d’équipage.